# Euzopherodes albicans
Euzopherodes albicans är en fjärilsart som beskrevs av George Francis Hampson 1899. Euzopherodes albicans ingår i släktet Euzopherodes och familjen mott. Inga underarter finns listade i Catalogue of Life.